# Округ Всетин
Округ Всетин (чеш. Okres Vsetín) је округ у Злинском крају, у Чешкој Републици. Административно средиште округа је град Всетин.

## Становништво
Према подацима о броју становника из 2012. године округ је имао 145.047 становника.